# Ivan Zaroubine
Pour les articles homonymes, voir Zaroubine.
Dans ce nom russe, Ivanovitch est le patronyme et Zaroubine est le nom de famille.
Ivan Ivanovitch Zaroubine (en russe : Ива́н Ива́нович Зару́бин) (1887—1964) est un iranologue russe,  professeur et docteur en philologie qui fut le fondateur en URSS des études concernant spécifiquement le tadjik (dérivé du persan), les langues et la culture du Pamir.

## Biographie
Il naît à Saint-Pétersbourg dans la famille d'un médecin. C'est en 1907 qu'il entre à l'université de Saint-Pétersbourg à la faculté de droit et à la faculté de lettres. Il est mis en garde à vue en 1910 pour avoir pris part à des manifestations estudiantines et expulsé de l'université. Il passe ses examens en candidat libre à l'université de Kharkov en droit. Il doit sa formation de linguiste et d'ethnographe à des professeurs tels que Vassili Radlov, Carl Salemann, ou encore Lev Sternberg. 
Il effectue en 1914 une expédition au Pamir avec le linguiste français Robert Gauthiot. Ce voyage d'études est organisé par le Comité franco-russe d'étude de l'Asie centrale et orientale. Les chercheurs travaillent surtout à préciser l'étendue géographique des dialectes des Bakhtanguis et des Rouchanis (variantes locales du chougnan). mais Gauthiot est rappelé en France pour la mobilisation de la Première Guerre mondiale, ce qui n'est pas le cas de Zaroubine qui n'est pas mobilisé par son pays, l'Empire russe.
Il continue seul jusqu'en 1916 dans les steppes du Pamir, ce qui lui permet d'avoir un tableau exact de toutes les langues du Pamir.
En 1918 et 1919, il est en Turkménie pendant la Guerre civile russe. Il enseigne à l'université de Léningrad, dont il devient professeur (1938), et donne des cours jusqu'en 1949. L'expédition qu'il dirige en Asie centrale (juillet-septembre 1926) est constituée de six personnes. Il s'agit d'étudier cette fois-ci les régions montagnardes des hauteurs de Zeravchan, la région de Samarcande, Pendjikent, Oura-Tubé et Tachkent. À l'été 1927, il parcourt la vallée du Zeravchan pour étudier les différentes variantes du tadjik. L'été 1928 et l'été 1929 l'amènent en Turkménie. Il est chargé par l'étudier la langue des Baloutches. Il est entouré de deux chercheurs de talent: Edith Hafferberg (1906-1971) et Dmitri Boukinitch (1882-1939).
En 1948-1949, Zaroubine dirige une expédition avec C. S. Sokolova au Tadjikistan, afin d'en étudier la langue, l'histoire et la littérature. Ils sont accompagnés de Rosalia Nemenova, Ioulia Bogorad et V. Iablonskaïa (Jablonska). Outre sa chaire à l'université, Zaroubine est directeur de département du Proche Orient et d'Asie centrale (à partir de 1918) à la Kunstkamera, où il entre en 1910.
Tous les iranologues contemporains d'URSS et de Russie sont forcément passés par son enseignement ou de celui de ses élèves.

## Publications
- Шугнанские тексты и словарь. Moscou-Léningrad, 1960 [Textes et dictionnaire du chougnan ];
- Орошорские тексты и словарь. Памирская экспедиция 1928  [Textes et dictionnaire du orochor. Expédition du Pamir], 6e éd., Léningrad, 1930;
- Бартангские и рушанские тексты и словарь [Textes et dictionnaire de la langue du Bartang et de la langue du Rushon (rouchan) ], Moscou-Léningrad, 1937.
- К характеристике мунджанского языка // Иран, [Caractéristiques de la langue Moundji], in « Iran », I], Léningrad, 1927
- Отчёт об этнологических работах в Средней Азии летом 1926 г. / Известия АН СССР [Aperçu des travaux ethnologiques de l'Asie centrale à l'été 1926, in Les Nouvelles (Izvestia) de l'Académie des sciences d'URSS, 1927.
- Очерк разговорного языка самаркандских евреев// Иран [Aperçu de la langue parlée des juifs de Samarcande, in « Iran »], tome II, Léningrad, 1928.
- К изучению белуджского языка и фольклора, — ЗКВ [À propos de la langue et du folklore baloutche ], ZKV tome V, 1930;
- Белуджские сказки, -«Труды Ин-та востоковедения АН СССР», [Les contes baloutches, in « Travaux de l'institut des langues orientales de l'Académie des sciences d'URSS », tome IV, Léningrad, 1932;
- Белуджские сказки: Часть II. Академиия наук, [Les contes baloutches, IIe partie], 1949. beludzove.hks.re

## Source
- (ru) Cet article est partiellement ou en totalité issu de l’article de Wikipédia en russe intitulé « Зарубин, Иван Иванович (иранист) » (voir la liste des auteurs).